# Produktinformationsblatt (Finanzberatung)
Das Produktinformationsblatt ist im Finanzwesen eine dem Privatanleger im Rahmen einer Anlageberatung vom Anlageberater in Schriftform oder Textform zur Verfügung gestellte Information über ein Finanzprodukt.

## Allgemeines
Produktinformationsblätter dienen dem Anlegerschutz. Seit Ausbruch der Finanzkrise ab 2007, in der viele Privatanleger zum Teil erhebliche Verluste erlitten hatten, wurde in der Öffentlichkeit vermehrt die Beratungspraxis von Kreditinstituten kritisiert. Besonders kontrovers wurde in diesem Zusammenhang der Vertrieb von Zertifikaten und anderen komplexen strukturierten Produkten diskutiert, weil hier aufgrund des Zusammenbruchs von Lehman Brothers viele Kunden in Unkenntnis des damit verbundenen Emittentenrisikos hohe Verluste erlitten hatten.

## Vorgeschichte
Im Juli 2009 forderte Verbraucherschutzministerin Ilse Aigner erstmals die Finanzwirtschaft auf, auf freiwilliger Basis einheitliche Informationsblätter für die angebotenen Produkte zu entwickeln. Dazu veröffentlichte das Ministerium ein entsprechendes Muster, das die wesentlichen Chancen, Risiken, Kosten und Basisinformationen eines Finanzprodukts übersichtlich darstellte. Die Finanzwirtschaft reagierte zunächst äußerst verhalten und zurückhaltend auf den Vorschlag des Ministeriums. Lediglich die Direktbank ING-DiBa führte als erste deutsche Bank bereits Mitte September 2009 Produktinformationsblätter für ihre Sparprodukte sowie die aktiv angebotenen Investmentfonds, Anleihen und Zertifikate ein. Im Februar 2010 folgte als erste Filialbank die Deutsche Bank und führte Produktinformationsblätter ein, die fortan in der Kundenberatung eingesetzt werden sollten. Im Februar 2010 stellte mit MLP der erste Finanzvertrieb seine Produktinformationsblätter für zwei Produkte vor. Am 26. Februar 2010 präsentierte der Bundesverband deutscher Banken ein Muster-Produktinformationsblatt, das sowohl die Überlegungen des Verbraucherschutzministeriums als auch die Vorgaben der EU-Kommission berücksichtigte. Im März 2010 stellten der Bundesverband der Deutschen Volksbanken und Raiffeisenbanken (BVR), der Deutsche Sparkassen- und Giroverband (DSGV) und der Bundesverband Öffentlicher Banken Deutschlands (VÖB) ein gemeinsames Produktinformationsblatt vor. Die drei Verbände unterbreiteten den privaten Banken im Zuge der Präsentation das Angebot, sich diesem Marktstandard anzuschließen. Am 16. März 2010 legte der Deutsche Derivate Verband (DDV) ein eigenes Muster-Produktinformationsblatt für Zertifikate vor und forderte zugleich ein einheitliches Produktinformationsblatt aller deutschen Finanzverbände. Am 1. April 2010 legte das unabhängige Institut für Finanzdienstleistungen den Entwurf eines Produktinformationsblattes vor, das eine Ampelkennzeichnung nutzte, um die Eignung von Finanzprodukten für verschiedene Anlageziele zu verdeutlichen. Am 13. April 2010 erklärte die Targobank, sie setze nun ebenfalls ein eigenes Produktinformationsblatt für Investmentfonds und Sparanlagen ein.
Im Juni 2010 legte der Verbraucherzentrale Bundesverband (vzbv) eine Studie vor, die eine Stichprobe (12 Informationsblätter von acht Anbietern) untersuchte. Der Verband kam zum Fazit, dass Vergleichbarkeit und Übersichtlichkeit bei Finanzprodukten mit freiwilligen Lösungen nicht zu erreichen sind, Produktinformationen meist mit verkaufsfördernden Informationen vermischt sind und positive Informationen oft breit dargestellt werden, während negative Informationen (z. B. Risiken und Kosten) eher kürzer ausfallen und zuletzt genannt werden. Zudem seien die Angaben häufig nicht verständlich, insbesondere bei komplexeren Produkten, es werden unterschiedliche Begriffe für gleiche Informationen verwendet und ein Vergleich der Produkte sei nach wie vor nicht möglich.
Seit Januar 2018 sehen mehrere Rechtsnormen vor, dass Kreditinstitute und Wertpapierdienstleistungsunternehmen während der Anlageberatung dem Kleinanleger Informationsblätter vor einer Kaufentscheidung (Wertpapierorder) auszuhändigen haben. Es hängt von der Art des Finanzprodukts ab, welches Informationsblatt vor Vertragsabschluss dem Kunden zu übergeben ist. Je nach Finanzprodukt haben die Informationsblätter unterschiedliche Bezeichnungen.

## Arten
Seit Januar 2018 gibt es im Finanzwesen aller EU-Mitgliedstaaten drei unterschiedliche Informationsblätter. Allen gemeinsam ist, dass sie während oder nach dem Beratungsgespräch, aber vor Vertragsabschluss über das Finanzprodukt, dem Anleger auszuhändigen sind:
- Basisinformationsblätter (BIB; englisch Key Information Document) informieren den Verbraucher bei „verpackten Anlageprodukten“ auf maximal drei DIN-A4-Seiten über die wichtigsten Merkmale des jeweiligen Finanzprodukts, insbesondere über dessen Risiken, Renditeprofil und Kosten.
- Produktinformationsblätter (PIB) und wesentliche Anlegerinformationen (WAI):
  - Das PIB (englisch Product information sheet) kommt nur noch bei „nicht verpackten Anlageprodukten“ zum Einsatz;
  - Die WAI (englisch Key Investor Information) sind nach den §§ 166 KAGB und § 297 KAGB bei Investmentzertifikaten dem Privatanleger auszuhändigen.
- Die Geeignetheitserklärung (englisch suitability report) geht in ihrem Inhalt weit über diese Informationsblätter hinaus. Sie kann zwar Produktbeschreibungen beinhalten, doch muss sie vielmehr die erbrachte Beratung erwähnen sowie erläutern, wie die empfohlenen Finanzprodukte auf die Präferenzen, Anlageziele und die sonstigen Merkmale des Kunden abgestimmt wurden. Das Finanzprodukt muss zur Risikotoleranz und Risikotragfähigkeit des Kunden passen. Der Kunde kann auf die Geeignetheitserklärung nicht verzichten, auch dann nicht, wenn er wiederholt beraten wurde oder sehr erfahren ist.

Die unterschiedlichen Bezeichnungen dürfen nicht über die Gemeinsamkeit hinwegtäuschen, dass es sich bei allen Erklärungen um die Aufklärung des Privatanlegers über die Merkmale, die Rendite, das Finanzrisiko und die Transaktionskosten eines Finanzprodukts handelt.

### Basisinformationsblätter
Basisinformationsblätter stellen wesentliche Informationen über ein Finanzprodukt zur Verfügung, beruhen auf Art. 6 Verordnung (EU) Nr. 1286/2014 vom 26. November 2014 über Basisinformationsblätter für verpackte Anlageprodukte für Kleinanleger und Versicherungsanlageprodukte (PRIIP) und sind bei Kleinanlegern zu verwenden. Es handelt sich um vorvertragliche Informationen. „Das Basisinformationsblatt muss präzise, redlich und klar sein und darf nicht irreführend sein. Es enthält die wesentlichen Informationen und stimmt mit etwaigen verbindlichen Vertragsunterlagen, mit den einschlägigen Teilen der Angebotsunterlagen und mit den Geschäftsbedingungen des PRIIP überein.“ (Art. 6 PRIIP-Verordnung). Weist ein Kleinanleger nach, dass ihm aufgrund seines Vertrauens auf ein Basisinformationsblatt bei einer Anlage ein Verlust entstanden ist, so kann er für diesen Verlust Schadensersatz von dem Emittenten verlangen, wenn das Basisinformationsblatt irreführend, ungenau oder nicht mit den einschlägigen Teilen der rechtlich verbindlichen vorvertraglichen und Vertragsunterlagen übereinstimmt (Art. 11 Abs. 2 PRIIP-Verordnung).
„Verpackte Anlageprodukte“ (so genannte „PRIIPs“) sind nach Art. 4 Nr. 1 PRIIP-Verordnung „eine Anlage, einschließlich von Zweckgesellschaften oder Verbriefungszweckgesellschaften ausgegebener Finanzinstrumente, bei der unabhängig von der Rechtsform der Anlage der dem Kleinanleger rückzuzahlende Betrag Schwankungen aufgrund der Abhängigkeit von Referenzwerten oder von der Entwicklung eines oder mehrerer Vermögenswerte, die nicht direkt vom Kleinanleger erworben werden, unterliegt“. Hierzu gehören Derivate, Investmentzertifikate, strukturierte Finanzprodukte, Unternehmensanleihen, Versicherungsanlageprodukte (wie fondsgebundene Lebensversicherungen) oder Zertifikate. Die Person, die über ein PRIIP berät oder es verkauft, stellt Kleinanlegern das Basisinformationsblatt kostenlos zur Verfügung (Art. 14 Abs. 1 PRIIP-Verordnung).

### Produktinformationsblätter
Produktinformationsblätter gibt es lediglich bei „nicht verpackten Anlageprodukten“, dem Gegensatz zu den „verpackten Anlageprodukten“. Als „nicht verpackte Anlageprodukte“ gelten Aktien (keine Aktienoptionen, Bezugsrechte, Gratisaktien oder Vorzugsaktien) und Standardanleihen (keine Auslosungsanleihen, Floater oder Unternehmensanleihen).
Ein Produktinformationsblatt gibt es als Rechtsbegriff nur noch bei Versicherungsverträgen. Ist der Versicherungsnehmer ein Verbraucher, so hat der Versicherer ihm nach § 4 Abs. 1 VVG-InfoV ein Produktinformationsblatt zur Verfügung zu stellen. Das gilt auch nach § 7 Abs. 1 Altersvorsorgeverträge-Zertifizierungsgesetz für Altersvorsorge- oder Basisrentenverträge.

### Wesentliche Anlegerinformationen
Wesentliche Anlegerinformationen sind eine lediglich bei Investmentzertifikaten von Investmentfonds (Kapitalanlagegesellschaften) als Emittenten ausgegebene Sonderform. Sie enthalten eine Beschreibung des Investmentzertifikats, vor allem die Art des Investmentfonds (Aktienfonds, Alternative Investmentfonds, Dachfonds, Ethikfonds, Filmfonds, Garantiefonds, Geldmarktfonds, Hedgefonds, Immobilienfonds, Offener Immobilienfonds, Immobilien-Spezialfonds, Indexfonds, Infrastrukturfonds, Laufzeitfonds, Medienfonds, Mischfonds, Private-Equity-Fonds, Rentenfonds, Schiffsfonds, Spezialfonds oder Waldfonds) und sollen den Anleger in die Lage versetzen, Art und Risiken des angebotenen Anlageproduktes zu verstehen und auf dieser Grundlage eine fundierte Anlageentscheidung zu treffen (§ 166 Abs. 1 KAGB). Investmentfonds oder Kapitalverwaltungsgesellschaft haben gemäß § 268 Abs. 1 KAGB für die von ihr verwalteten geschlossenen Publikumsfonds den Verkaufsprospekt und die wesentlichen Anlegerinformationen zu erstellen. Der Mindestinhalt der wesentlichen Anlegerinformationen ergibt sich aus § 270 KAGB, die Haftung für fehlerhafte Anlegerinformationen aus § 306 Abs. 2 KAGB.

### Geeignetheitserklärung
Geeignetheitserklärungen beruhen auf § 64 Abs. 4 WpHG und müssen auf einem dauerhaften Datenträger vor Vertragsschluss in Schriftform über die Geeignetheit der Empfehlung bei allen Finanzprodukten Privatanlegern zur Verfügung gestellt werden. Aktien, Anleihen, Investmentzertifikate und alle übrigen Produkte müssen mithin mit Basisinformationsblättern, Produktinformationsblättern bzw. wesentlichen Anlegerinformationen und zusätzlich einer Geeignetheitserklärung verbunden werden.

## Übersicht
Welches Informationsblatt bei welchem Finanzprodukt übergeben werden muss, ergibt sich aus folgender Tabelle:
| Finanzprodukt | BIB  | PIB  | WAI  | Geeignetheits- erklärung |
| --- | ---- | ---- | ---- | ------------------------ |
| Derivate, Investmentzertifikate, strukturierte Finanzprodukte, Unternehmensanleihen, Versicherungsanlageprodukte (wie fondsgebundene Lebensversicherungen) oder Zertifikate | ja   | nein | nein | ja                       |
| Aktien (ohne Aktienoptionen, Bezugsrechte, Gratisaktien oder Vorzugsaktien) und Standardanleihen (ohne Auslosungsanleihen, Floater oder Unternehmensanleihen)               | nein | ja   | nein | ja                       |
| Investmentzertifikate | nein | nein | ja   | ja                       |
| alle Finanzprodukte (1) | -    | -    | -    | ja                       |

(1): Eine Geeignetheitserklärung ist für alle Finanzprodukte erforderlich, die außerhalb der Anlageklasse A eingestuft werden.

## Inhalt
Informationsblätter sollen nur wesentliche Informationen zu dem beschriebenen Finanzprodukt enthalten, dabei sollen sie für den Kunden lesbar bleiben und nicht zu umfangreich sein (maximal drei DIN-A4-Seiten). Insbesondere sollen enthalten sein:
- Informationen zu Art und Merkmalen des Produkts sowie zu dessen Zielmarkt,
- Auskunft über die Möglichkeit des Kapitalverlusts,
- Informationen zu Kosten und Risikoprofil des Produkts,
- einschlägige Informationen zur Wertentwicklung,
- sonstige spezifische Informationen, die für das Verständnis der Merkmale einzelner Produktarten notwendig sein können.

Die Pflicht zur Erstellung eines Informationsblattes liegt beim Emittenten des Finanzproduktes.

## MiFID II
Aus Deutschland beispielsweise wurden in die europäische MiFID II das ehemalige Beratungsprotokoll (heutiges EU-Recht: Geeignetheitserklärung), das Produktinformationsblatt (EU: Basisinformationsblatt), das Kundenbeschwerderegister und das Register für erhaltene Zuwendungen und deren Verwendung übernommen. Für „verpackte Anlageprodukte“ gibt es ein so genanntes „Basisinformationsblatt“ nach der PRIIP-Verordnung. Dieses ersetzt meist das in Deutschland bisher bekannte Produktinformationsblatt. Ähnlich wie das PIB gibt das BIB dem Anleger auf zwei bis drei Seiten alle wichtigen Informationen zu einem Produkt, zum Beispiel über die Funktionsweise und die relevanten Risiken.

## Abgrenzung
Ein Wertpapierprospekt dagegen ist die schriftliche Zusammenstellung von Unternehmensdaten eines Emittenten sowie Aktien- und Anleihebedingungen zur Emission, die beim Börsengang von Wertpapieren oder bei deren Zulassung zum Handel an einem geregelten Markt vom Emittenten zu veröffentlichen ist. Er darf auch werbliche Inhalte besitzen, die in Informationsblättern unzulässig sind.